# آکوا نت
آکوا نت (انگلیسی: Aqua Net) یک برند افشانه مو هواپخش آمریکایی است، که در دهه ۱۹۵۰ در سینت پال مینه‌سوتا تأسیس شد.